# Liste der Kulturdenkmäler im Wetteraukreis

Kommunen im Wetteraukreis

Die Liste der Kulturdenkmäler im Wetteraukreis enthält die Kulturdenkmäler im Wetteraukreis. Rechtsgrundlage für den Denkmalschutz ist das Denkmalschutzgesetz in Hessen.
Sie lässt sich nach den kreisangehörigen Kommunen gliedern:
- Liste der Kulturdenkmäler in Altenstadt
- Liste der Kulturdenkmäler in Bad Nauheim
- Liste der Kulturdenkmäler in Bad Vilbel
- Liste der Kulturdenkmäler in Büdingen
- Liste der Kulturdenkmäler in Butzbach
- Liste der Kulturdenkmäler in Echzell
- Liste der Kulturdenkmäler in Florstadt
- Liste der Kulturdenkmäler in Friedberg (Hessen)
- Liste der Kulturdenkmäler in Gedern
- Liste der Kulturdenkmäler in Glauburg
- Liste der Kulturdenkmäler in Hirzenhain
- Liste der Kulturdenkmäler in Karben
- Liste der Kulturdenkmäler in Kefenrod
- Liste der Kulturdenkmäler in Limeshain
- Liste der Kulturdenkmäler in Münzenberg
- Liste der Kulturdenkmäler in Nidda
- Liste der Kulturdenkmäler in Niddatal
- Liste der Kulturdenkmäler in Ober-Mörlen
- Liste der Kulturdenkmäler in Ortenberg
- Liste der Kulturdenkmäler in Ranstadt
- Liste der Kulturdenkmäler in Reichelsheim (Wetterau)
- Liste der Kulturdenkmäler in Rockenberg
- Liste der Kulturdenkmäler in Rosbach vor der Höhe
- Liste der Kulturdenkmäler in Wölfersheim
- Liste der Kulturdenkmäler in Wöllstadt